# Höfner
Höfner je německá firma, zabývající se výrobou hudebních nástrojů. Byla založena roku 1887 v Lubech Karlem Höfnerem. Počínaje rokem 1920 do firmy přišli jeho synové Josef a Walter. Během druhé světové války firma Höfner vyráběla dřevěné bedny a podrážky na boty pro německou armádu. Po válce byli Němci ze Sudet, kde se Luby nachází, „odsunuti“ a firma Höfner přesídlila nejprve do města Möhrendorf, později do Bubenreuthu. Na kytary či baskytary značky Höfner hráli například Paul McCartney, John Lennon a Tina Weymouth.